# Calyptranthes wilsonii
Calyptranthes wilsonii är en myrtenväxtart som beskrevs av August Heinrich Rudolf Grisebach. Calyptranthes wilsonii ingår i släktet Calyptranthes och familjen myrtenväxter. IUCN kategoriserar arten globalt som sårbar. Inga underarter finns listade i Catalogue of Life.